# Костюковка (Гомель)
Костюковка (бел. Касцюкоўка; до 2016 года — городской посёлок) — микрорайон города Гомеля в Железнодорожном административном районе. 

## География
Планировка квартальная, застройка преимущественно кирпичная, многоэтажная.

### Расположение
6 км на север от Гомеля.

## Транспортная система
В микрорайоне имеется железнодорожная станция на линии Жлобин — Гомель. Функционируют автобусы и маршрутные такси.
Через микрорайон проходит трасса Е95.

## История
Основан в XIX веке как железнодорожная станция Либаво-Роменской железной дороги, которая начала действовать в 1873 году. Посёлок быстро рос, была открыта школа, работала мельница, в Поколюбичской волости Гомельского уезда Могилёвской губернии. С 1879 года имелась круподробилка. Каждый год со станции вывозилось более 400 000 пудов хлебных и лесных грузов.
В 1918 году во время германской оккупации жители оказали упорное сопротивление немецкой армии. Освобождён 30 ноября 1918 года. С 8 декабря 1926 года по 3 марта 1935 года центр Костюковского сельсовета Гомельского района. С 3 марта 1935 года — в границах Гомеля, с 14 августа 1937 года — в административном подчинении Гомельскому горсовету. 3 мая 1931 года начал работу свинооткормочный пункт. 10 ноября 1933 года введён в действие 1-й в Белоруссии механизированный стеклозавод. С 27 сентября 1938 года — рабочий посёлок.
Во время Великой Отечественной войны оборудование завода и часть рабочих эвакуированы в Башкирию. 18 августа 1941 года около посёлка части Красной Армии вместе с Гомельскими ополченцами вели тяжелые оборонительные бои. Погибли 15 советских солдат (похоронены в братской могиле). С 18 августа 1941 года по 26 ноября 1943 года оккупирован немецкими захватчиками. На фронтах погибли 79 рабочих и служащих.  
С 1986 года по 1996 год имел статус городского посёлка. С сентября 1996 года возвращён статус рабочего посёлка. 14 февраля 2016 года посёлок был включён в состав городской черты города Гомеля и был снят с учёта как самостоятельный населённый пункт. С 12 мая 2016 года включён в черту города Гомеля как микрорайон «Костюковка».

## Инфраструктура
Работают ОАО «Гомельстекло», УО "Гомельский государственный аграрно-промышленный колледж" (ранее именовалось Костюковский государственный аграрно-технический профессиональный лицей), 2 средние и музыкальная школы, отделение связи, 4 детских сада, Дворец культуры, библиотека, больница, спорткомплекс, тренировочная база цирка имени Валерия Абеля. Издаётся газета «Гомельский стекловар» (с 1 мая 1934 года).

## Население

### Динамика
- 1939 год — 6097 жителей[5]
- 1959 год — 6436 жителей[6]
- 1970 год — 10 137 жителей[7]
- 1979 год — 10 938 жителей[8]
- 1989 год — 10 860 жителей[9]
- 2004 год — 10 600 жителей
- 2006 год — 10 600 жителей
- 2010 год — 9500 жителей[10]
- 2012 год — 9100 жителей
- 2015 год — 9895 жителей[11]
- 2016 год — 9904 жителей[12]

## Культура
- Дом культуры
- Музей ГУО "Средняя школа № 13 г. Гомеля"
- Музей ГУО "Средняя школа № 42 г. Гомеля"

## Достопримечательность
- Храм Святого Апостола Андрея Первозванного